# Ostermans Aero
Ostermans Aero AB var ett svenskt företag i flygbranschen, som grundades 1943 av Lennart Osterman under namnet Aero Service AB. 
Osterman Helicopter AB har sina rötter i Aero Service AB, som var ett företag i flygbranschen och som grundades av Lennart Osterman 1943. 
I samband med att företaget blev Bell Helicopters agent för Skandinavien 1946, namnändrades det till Ostermans Aero. Företaget var en pionjär på import, försäljning och drift av helikoptrar till och i Sverige och hade omfattande verksamhet också beträffande mindre flygplan, bland andra import av amfibieflygplanet Republic RC-3 Seabee. 
Aero Service hade också generalagenturen för Auster, och den 15 januari 1946 leveransflög den brittiska piloten Vera Strodl den första av 20 stycken tresitsiga Auster J/1 Autocrat som levererades detta och nästföljande år. Många Austerplan användes i Ostermans egen flygskoleverksamhet de närmaste åren, medan andra såldes direkt till företag som sysslade med exempelvis rundflygningsturer och flygfotografering.
I november 1946 importerades den första helikoptern, en Bell 47B, till Sverige.
År 1947 blev Ostermans Aero också generalagent för det fyrsitsiga amfibieplanet Republic Seabee och bedrev själv en betydande egen verksamhet också med denna flygplanstyp, främst i Stockholms skärgård. Seabee passade utmärkt i ett Sverige med få flygfält, men ett stort antal sjöar. Med tiden kom allt fler av Seabee-planen att hamna i fjällvärlden i bolag som Fiskflyg, Lapplandsflyg och Jämtlands Aero.
Ostermans Aero satsade så småningom mest på helikopterverksamhet med helikopterflygskola, transporttjänster och underhåll. På 1950-talet bedrevs verksamhet i Indien,  Liberia, Kenya och Grönland. Ostermans blev först i Europa att utföra civil ambulanstransport med helikopter, med en i Östersund stationerad helikopter, från 1950.
År 1981 såldes Ostermans Aero AB. En del av flygverksamheten övertogs av företaget Osterman Helicopter AB. Övrig verksamhet inom Ostermans Aero drevs vidare Nash Svenska AB och renodlades efter hand till helikopterservice och -underhåll. 
År 1999 köptes Ostermans Aero av finska Patria. Dess verksamhet finns idag inom helikopterunderhållsföretaget Patria Helicopters AB med bas på Arlanda flygplats.